# Carina Zampini
Carina Liliana Zampini (Buenos Aires, 12 de septiembre de 1975) es una actriz y presentadora argentina, conocida por sus roles de villana en telenovelas como Por siempre mujercitas, Calientes, Ricos y famosos, Padre Coraje y Mujeres de nadie, entre otras. Además fue protagonista de otras telenovelas como Dulce Amor.

## Carrera profesional
De pequeña comenzó a participar en distintas obras de teatro, estudiando actuación desde los 9 años. De adolescente,  trabajaba en un supermercado vendiendo vajillas de cerámica cuando decidió presentarse para un casting en Canal 13, pero su perfil no calificó para interpretar un papel en la telenovela Amigovios, no obstante,  una representante la citó para conocerla y juntas fueron al canal. A Carina le ofrecieron hacer una prueba, donde improvisó un monólogo . Días más tarde, una llamada le daría el puntapié inicial en su carrera como actriz de televisión; Alejandro Romay quería firmar contrato con ella. La ficción elegida fue una telenovela de Canal 9.
En el año 1995, fue seleccionada para ponerse en la piel de la bella y malvada Carla Lucero, personaje que la catapultó como actriz, y en especial, como actriz villana. Su rol estaba pautado solo para un par de meses. No obstante, duró un año y medio. Su personaje, Carla Lucero,  lo interpretó también en la telenovela Ricos y famosos, protagonizada por Natalia Oreiro y Diego Ramos. Su personaje estuvo al aire dos años consecutivos, consagrándola como una de las villanas más recordadas y reconocidas de la televisión argentina. Por su personaje recibió en Israel en el año 2000 el premio Viva a la mejor villana de telenovela.
En 1998 participó como actriz invitada, interpretando a Vera Vázquez, en Gasoleros, una telenovela de Canal 13. En 1999 coprotagonizó el unitario Por el nombre de Dios junto a Alfredo Alcon y Adrián Suar. Y en 2000 fue Mecha, en Calientes, también de El trece y Pol-ka.
Entre el 2000 y el 2001 encarnó a María Méndez, personaje protagónico de la telenovela de Telefe, Luna salvaje. Ese fue su primer encuentro como pareja de la ficción con el actor Gabriel Corrado.
En el 2002 la actriz interpretó a Lucía Ledesma en Franco Buenaventura, el profe personaje que se enamoró de su profesor de literatura, interpretado por Osvaldo Laport. Pero debido a que su rol coprotagónico fue desbancado por el de Celeste Cid, abandonó el ciclo a mitad de temporada.
En el año 2004 vuelve a interpretar a una villana en Padre Coraje, Ana Guerrico, contrafigura de Facundo Arana y Nancy Duplaá. Esta telenovela fue ganadora del Premio Martín Fierro de Oro 2004. Ella obtuvo el Martín Fierro a la Mejor Actriz por su interpretación en dicha ficción. 
A mediados de 2005, Zampini se integra al elenco protagónico de la telenovela Hombres de honor, protagonizada por Gabriel Corrado y Laura Novoa. Al año siguiente encarnó a Romina Franccini, protagonista de Collar de Esmeraldas, junto Osvaldo Laport, y producida por Ideas del Sur para las tardes de El trece.
Regresó a la televisión en 2008, en la segunda temporada de Mujeres de nadie, en el personaje de la Dra. Fernanda Almirón, otra villana. Interpretó a una pediatra que sufría de bipolaridad y doble personalidad.
Participó en teatro la obra Flores de Acero, en el personaje de Julia, junto a Nora Cárpena, Dorys del Valle, María Rosa Fugazot, Irma Roy y Mercedes Funes.Con la dirección a cargo de Julio Baccaro. En el 2010 estuvo en la comedia Rumores, con Carlos Calvo, Nicolás Vázquez, Reina Reech, Andrea Frigerio, Diego Pérez, Eunice Castro y Marcelo de Bellis. La obra narraba la historia de cuatro parejas que concurren a una mansión en las afueras de Nueva York para festejar el 30 aniversario del casamiento de una de ellas.
En 2010 regresa a la televisión con Malparida, interpretando a Martina Figueroa, la contrafigura de la villana Juana Viale.
Entre 2012 y 2013 protagonizó junto a Sebastián Estevanez la telenovela  Dulce amor, interpretando a Victoria Bandi, una empresaria dueña de un imperio de golosinas.
Debido al éxito que obtuvo la telenovela Dulce amor, el productor Quique Estevanez la convoca nuevamente para ser la protagonista de Camino al amor al lado de Sebastián Estevanez y nuevamente por la pantalla de Telefe.
El 29 de junio de 2015 debutó en el labor de conducción en el ciclo matutino, Morfi, todos a la mesa, junto a Gerardo Rozín por la pantalla de Telefé. El viernes 30 de diciembre de 2016 fue su último programa en el ciclo. Durante 2017 condujo el reality Despedida de solteros junto a Marley en el mismo canal. Durante bastantes años condujo El gran premio de la cocina con Juan Marconi en El trece.
En 2020, participó junto a Gabriel Corrado del videoclip llamado "Traición" del grupo argentino Pimpinela.

## Filmografía

### Televisión
| Telenovelas-Ficciones | Telenovelas-Ficciones         | Telenovelas-Ficciones                | Telenovelas-Ficciones |        |
| Año                   | Título                        | Personaje                            | Canal                 |        |
| --------------------- | ----------------------------- | ------------------------------------ | --------------------- | ------ |
| 1995-1996             | Por siempre mujercitas        | Carla Lucero                         | Canal 9               |        |
| 1997-1998             | Ricos y famosos               | Carla Lucero                         | Canal 9               |        |
| 1998                  | Lo dijo papá                  | Verónica                             | Canal 9               |        |
| 1998                  | Gasoleros                     | Vera Vázquez                         | El trece              |        |
| 1999                  | Por el nombre de Dios         | Ariana                               | El trece              |        |
| 2000                  | Calientes                     | Mercedes "Mecha" Panzelli            | El trece              |        |
| 2000-2001             | Luna salvaje                  | María Méndez                         | rowspan="3"           | Telefé |
| 2002                  | Franco Buenaventura, el profe | Lucía Ledesma de Chamorro            |                       |        |
| 2003                  | Infieles                      | Leticia "Ep. 5: El cambio"           |                       |        |
| 2004                  | Padre Coraje                  | Ana Guerrico                         | El trece              |        |
| 2005                  | Hombres de honor              | Eva Hoffman                          | El trece              |        |
| 2005                  | Botines                       | Clara "Ep. 9: Las mejicanas"         | El trece              |        |
| 2006                  | Collar de Esmeraldas          | Romina Franccini                     | El trece              |        |
| 2008                  | Mujeres de nadie              | Dra. Fernanda Almirón                | El trece              |        |
| 2010-2011             | Malparida                     | Martina Figueroa                     | El trece              |        |
| 2011                  | Decisiones de vida            | Blanca "Ep. 6: La vida lo quiso así" | Canal 9               |        |
| 2012-2013             | Dulce amor                    | Victoria Bandi / Victoria Fernández  | Telefé                |        |
| 2014                  | Camino al amor                | Malena Menéndez                      | Telefé                |        |

### Streaming
| Año                | Programa                | Canal   | Rol        |
| ------------------ | ----------------------- | ------- | ---------- |
| Enero-Febrero 2025 | La Novela del Streaming | Luzu TV | Panelista  |
| Marzo-Actualidad   | La Novela del Streaming | Luzu TV | Conductora |

### Programas de televisión
| Año       | Programa                    | Canal    | Rol             |
| --------- | --------------------------- | -------- | --------------- |
| 2015      | Laten corazones             | Telefe   | Jurado invitada |
| 2015-2016 | Morfi, todos a la mesa      | Telefe   | Conductora      |
| 2016      | La Peña de Morfi            | Telefe   | Conductora      |
| 2017      | Despedida de solteros       | Telefe   | Conductora      |
| 2018-2021 | El gran premio de la cocina | eltrece  | Conductora      |
| 2019      | Un sol para los chicos      | eltrece  | Conductora      |
| 2023-2024 | Pasaplatos                  | El Trece | Conductora      |
|           |                             |          |                 |

## Teatro
| Año       | Obra                                | Personaje |
| --------- | ----------------------------------- | --------- |
| 2007      | Flores de acero                     | Julia     |
| 2008-2009 | Conversaciones después del entierro |           |
| 2009-2010 | Rumores                             |           |

## Premios y nominaciones
| Año  | Galardón              | Rubro                                                  | Programa/Película      | Resultado |
| ---- | --------------------- | ------------------------------------------------------ | ---------------------- | --------- |
| 1995 | Premio Martín Fierro  | Mejor Actriz de Reparto                                | Por siempre mujercitas | Ganadora  |
| 2000 | Premio Viva 2000      | Mejor Villana                                          | Ricos y famosos        | Ganadora  |
| 2001 | Premio Martín Fierro  | Mejor Actriz Protagonista de Novela                    | Luna salvaje           | Nominada  |
| 2002 | Premio Martín Fierro  | Mejor Actriz Protagonista de Novela                    | Luna salvaje           | Nominada  |
| 2004 | Premio Martín Fierro  | Mejor Actriz Protagonista de Novela                    | Padre coraje           | Ganadora  |
| 2005 | Premio Martín Fierro  | Mejor Actriz Protagonista de Novela                    | Hombres de honor       | Nominada  |
| 2012 | Premios Tato          | Mejor Actriz Protagonista en Ficción Diaria            | Dulce amor             | Nominada  |
| 2013 | Premios Martín Fierro | Mejor Actriz Protagonista en Ficción Diaria            | Dulce amor             | Nominada  |
| 2014 | Premios Martín Fierro | Mejor Actriz Protagonista en Ficción Diaria/Telenovela | Dulce amor             | Nominada  |
| 2016 | Premios Martín Fierro | Mejor conducción femenina                              | Morfi, todos a la mesa | Nominada  |
| 2017 | Premios Martín Fierro | Mejor conducción femenina                              | Morfi, todos a la mesa | Nominada  |